# Instituto Salk
O Instituto Salk para pesquisas biológicas (Salk Institute for Biological Studies), na Califórnia, foi fundado por Jonas Salk e construído por Louis Kahn com o objectivo de servir como uma instituição de pesquisa biológicas nas áreas: biologia molecular, genética, neurociência e biologia de plantas. Seus tópicos de pesquisa incluem: câncer, diabetes, defeitos de nascimento, AIDS, Mal de Parkinson, Mal de Alzheimer, etc.

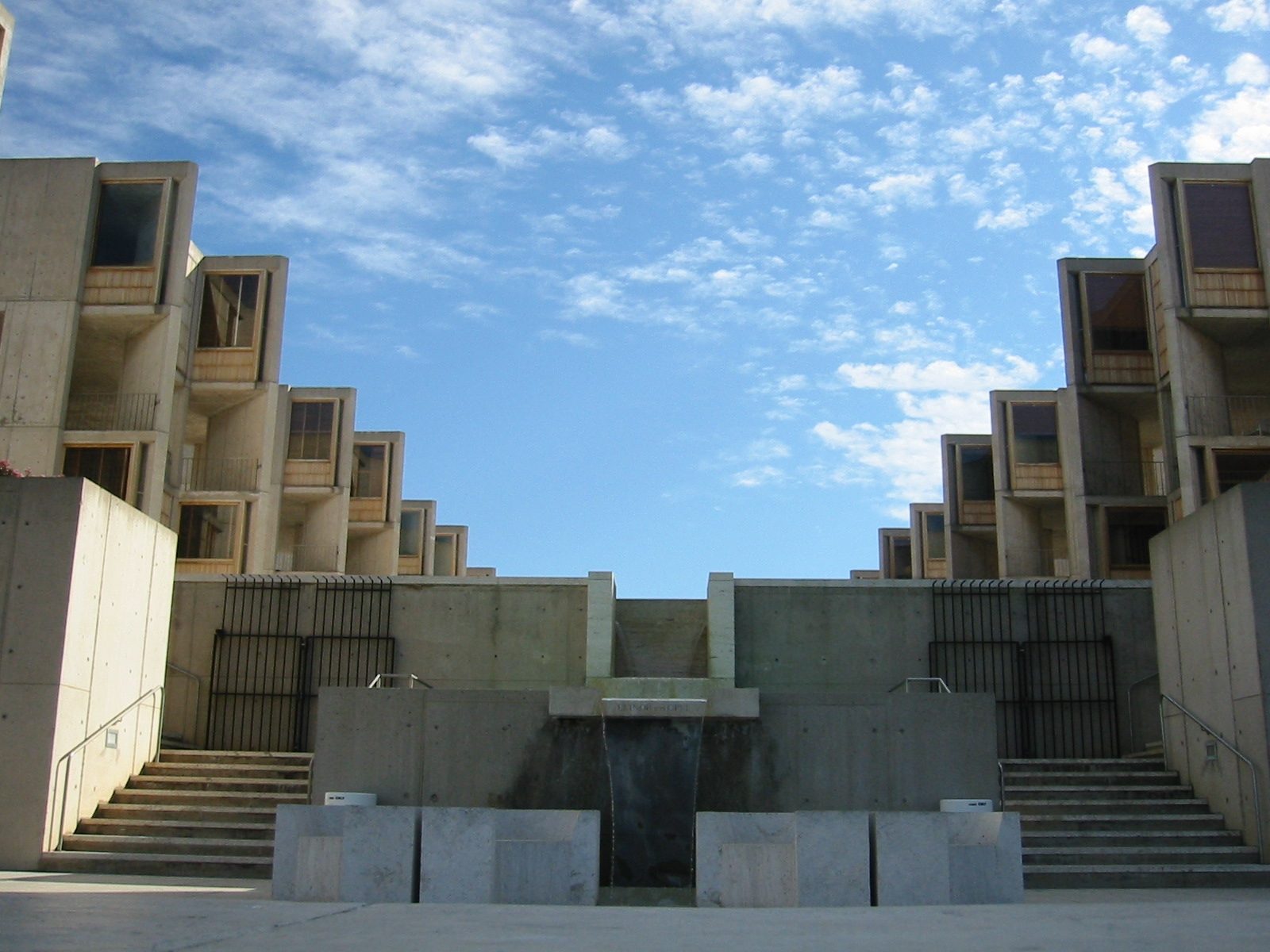
Salk Institute com sua belíssima arquitetura.

 Coordenadas : orientação de longitude inválida, deve ser "E" ou "W"